# 機能
機能（きのう、英: function）とは、もののはたらきのこと。相互に連関し合って全体を構成しているものの各要素や部分が、それぞれ荷っている固有の役割。また、そうした役割を果たすこと。平易な文章ではしばしば大和言葉を用いて「はたらき」と表現・表記されることも多く、漢字表現を使う場合でも「役割」と言って済ませることも多い。「作用」とも。
「心臓の機能」などと使い、まったく同じ意味で平易に言う場合は心臓のはたらき、心臓の役割などと言う。用言的に使う場合は「機能する」とか「腸が機能していない」などと言う。

## 人体と機能
人体の多数の器官は、医学においてその機能（役割）に基づいて大別され、それぞれがまとまったシステム（系）として理解され、器官系（organ system）と呼ばれている。
器官系の分類法のひとつは、消化器系、循環器系、呼吸器系、泌尿器系、生殖器系、内分泌器系、免疫系、神経系、感覚器系、運動器系に分類する方法であるが、そのほか、まず植物性機能（vegetative function）と動物性機能（animal function）に2大別しておいて、それぞれの器官系を挙げる方法がある。そして骨格系、筋系などという用語も使い、11の器官系を挙げる方法もある。

### 植物性機能を有する器官系
植物性機能は生命を維持する上で最低限の機能で、次に挙げる器官系が担っている。
- 呼吸器系は肺、気管、気管支などから成り[2]、呼吸機能すなわちとりこむべき酸素と廃棄すべき二酸化炭素の交換を行うことを担う。
- 消化器系は胃、小腸、大腸などの消化管と唾液腺、肝臓、胆嚢などの消化付属器官から成り[2]、栄養すなわち食物の消化と栄養素の吸収等々の一連の機能を担う。
- 循環器系は心臓や血管から成り[2]、血液循環機能すなわち血液やリンパ液などの体液を体内で循環させ、それにより酸素、栄養素、白血球などの免疫細胞 等々等々も各臓器に輸送し、不要となった物質を泌尿器系に輸送し、また臓器や組織どうしが一種の要請や命令を伝え合うホルモンや「メッセージ物質」と呼んで良いようなさまざまな微量物質のやりとりを可能にする役割を担う（#補足説明の節で説明）。
- 免疫系は胸腺、脾臓、リンパ節などから成り[2]、免疫の機能を担う。
- 内分泌器系は下垂体、甲状腺、副腎などから成り[2]、内分泌機能すなわち血流中にホルモンなどの微量物質を放出する役割を担う。
- 泌尿器系は腎臓、尿管、膀胱、尿道などから成り[2]、血液から不要な物質を濾過・選別し尿として体外に排出する機能を担う。
- 生殖器系は男性では精巣、精管、前立腺などから、女性では卵巣、卵管、子宮などから成り[2]、生殖機能すなわち子孫を残す機能を担う。

なお、一部の器官は複数の器官系に属する。たとえば膵臓は消化器系として膵液を分泌するが、内分泌系として血糖値を調整するホルモンも分泌する。

### 動物性機能を有する器官系
動物が動物らしさを発揮できる器官系である。
- 感覚器系は眼、耳、皮膚などから成り[2]、感覚機能すなわち体外・体内の物理的な感覚情報を受け取る役割を担う。
- 運動器系は骨、関節、靭帯、筋肉などを含み、身体運動機能すなわち身体を支え動かす役割を担う。
  - 骨格系（skeletal system）は骨や靭帯から成り[2]、体を支える、脳や内臓などを保護する、運動の起点となる、血 液を造る、カルシウムを貯蔵するなどの役割を担っている。
  - 筋系（muscular system）は骨格筋や腱などから成り[2]、筋肉の場所により役割が異なり、骨格筋は骨その他の構造を動かし、 心筋は心臓を収縮させ血液を送り出し、平滑筋組織は胃や膀胱などの臓器の形を変える役割を担っている。
- 神経系は末梢神経系や中枢神経系などから成り[2]、体内外の環境変化やストレスなどの情報に応じた反応をする。なお、自律神経系は通常は器官系としては神経系に分類されるが、植物性機能も担っているので神経系とは独立した器官系として扱うこともある[2]。

### 補足説明
なお血液はその機能の重要さから、「血液は臓器のひとつ」とも言われることがあり、（体重60kgの成人でその総量が4.6kgほどという割合なので）血液を一種の臓器と見なす時は「人体の最大の臓器」とも言われることがあるが、人体でその血液を造る「造血機能」は、胎児の時は卵黄嚢壁の血島、肝臓、脾臓、骨髄など複数が担うが、成人になるとそれが骨髄のうちの赤色骨髄だけになりそこが造血機能を一手に担うので、成人の場合は骨（骨髄）が「造血器官」と呼ばれることもある。
なお、ここ数十年の医学的研究によって、臓器に指令を出しているのは神経系だけではなくて、人体の各臓器ひとつひとつや組織や細胞群がそれぞれ、他の臓器に対して要請や命令として機能する微量物質、「メッセージ物質」と呼べるようなものを放出しており、人体の総体としてはそちらのほうがむしろ中心的、主であることが理解されるようになってきている。例えば脂肪細胞が食欲をコントロールするような微量物質を放出していることや、脂肪細胞のほうが主体となって脳に対して命令を出していることなどが、ここ数十年で理解されるようになってきている。また臓器が臓器に対して直接に、脳を一切 介さずに、要請や命令を出すようなやりとりが大量に行われていることも判ってきている。

## 植物と機能
植物の器官は、根、茎、葉、生殖器官（花、果実、種子）に分けることができる。
- 根は、植物の体を支えるとともに、水を吸収するという重要な働きもしている[7][8]。 根から根毛が伸びており根毛から水と栄養を取り込む[8]。 根毛を伸ばすことで水と栄養を吸収するための土中の面積・体積を増やしている[8]。ダイコン、カブ、ニンジン、芋などでは栄養を蓄える役割も担う。一部の植物は根に特殊な菌を共生させて空気中の窒素や養分の吸収を促進する[9]。
- 茎は、枝、葉、花などをつけて地上部を支え、根から吸収した水分や養分や葉で生成した養分を必要な部位に運ぶ通路の役割を果たす[7][9]。
- 葉は、根から吸い上げた水、気孔から吸収する二酸化炭素、葉に当たる光を使い、光合成により栄養分であるデンプン(糖）を作る[10][9][7]。また体内の水分を蒸散させてその気化熱により体温を下げる[9]。
- 生殖器官は、子孫を残す機能を担う。

なお陸上植物では、特定の機能を持った細胞が集まって組織をつくっている。組織は、同じ機能をもった細胞が集まっていることもあれば（単組織）、いくつか異なるタイプの細胞が集まっていることもある (複合組織）。組織がいくつか集まって大きな組織を形成し、大きな組織が器官を形作っている。最上位のレベルの組織の集まりのことを組織系 (tissue system) といい、通常は表皮系、維管束系、基本組織系の3つに分類される。各組織系の機能は次のとおりである。
- 表皮系 (epidermal system, dermal system)は、植物体の表面を覆う組織系であり、植物の体の保護と物質の出入りの調節を行っている[7]。
- 維管束系 (vascular system, fascicular system)は植物の体の中で物質の通り道として機能し、植物体の支持を行う組織系[7]。なお機械的支持に特化した繊維組織や、物質貯蔵などの機能を担う柔組織もある[7]。
- 基本組織系 (fundamemntal tissue system)は表皮系と維管束系以外の組織系を呼ぶための用語であり、形態的、機能的にさまざまな組織の寄せ集めであって、特定の特徴があるわけではなく、部分ごとに機能が異なる[7]。葉の葉肉組織は光合成を行う基本組織であり、イモは養分貯蔵を行う基本組織である。そのほか基本組織系には貯水、機械的支持、通気、分泌などさまざまな機能をもつものが含まれる[7]。

## 社会学
社会学において、「機能」はあるシステムの目的に対し何らかのかたちで貢献するか否かという視点から捉えたシステム全体または一部の作用をさす。

## システム工学、ソフトウェア工学
「機能要件」（英: functional requirement）と言うと、ソフトウェアや情報システムの開発時に定義される要件のうち、機能に関するもののこと。たとえば扱えるデータのタイプ、処理の内容、画面表示や帳票出力の形式、等々である。この「機能要件」という分類に対して、「非機能要件」（英: non-functional requirement）という分類があり、それは信頼性・セキュリティ・拡張性・運用性などに関する要件のことである。